# Profitis Ilias (Peloponés)
Profitis Ilias (též Oros Taigetos, řecky Προφήτης Ηλίας, česky Prorok Elijáš, 2404 m n. m.) je hora v pohoří Taygetos v jižní části řeckého poloostrova Peloponés. Nachází se asi 8,5 km východně od vesnice Chora Gaitson a 15 km jihozápadně od města Sparta. Vrchol je místem dalekého rozhledu. Profitis Ilias je nejvyšší horou pohoří Taygetos i celého Peloponésu. Hora má prominenci nad 1500 m, tudíž se řadí mezi tzv. ultraprominentní vrcholy (ultra-prominent peaks).
Na vrchol lze vystoupit například z osad Palopanagia a Mystras.